# 資治通鑑補
《資治通鑑補》簡稱《通鑑補》，明代嚴衍撰。
嚴衍為明末秀才出身，精于史学，嗜讀《資治通鑑》，常與門人談允厚反覆談論通鑑內容，明神宗万历四十三年（1615年）开始撰寫《資治通鑑補》500卷，拾遗补缺，辨證皆確，指出司馬溫公《資治通鑑》有七病——漏（刪節太甚）、復（一事兩載）、紊（前後事失序）、雜（張李互見）、誤（事有舛誤）、執（取捨固執己見，如不載屈原事）、誣（如皮日休仕於黃巢，近誣）。補充《通鑑》有二十二項之多，如“嚴正統”、“補文章”、“補賢媛”、“補藝術”、“補釋道”……，此书订正《通鉴》處有百分之一二，补充的部分则有十分之三四。此書不僅更正《通鑑》的失誤，同時也更正胡三省的注誤，如卷六十八：“此亦侏儒觀一節之驗也”胡注“侏儒，優人，以能諧笑取寵。”嚴衍更正為：“侏儒，短人……注非”。
崇祯十一年（1638年）七月，「五代史」部份告竣，全书基本完成。次年谈允厚作《〈资治通鉴补〉后序》，记十年來撰述的经历：“先生与厚之为此，亦綦慎矣。回忆戊辰（崇祯元年）至今，每联床对榻，彼此相商。一字未妥，抽翻百帙；片言无据，考订兼旬。至于得失已见，是非无疑，辄又迟徊久之，或竟日竟夕，而后下笔。先生与厚，亦重有苦心矣。然不将《通鉴》原本与十七史全书字字对勘一过，则先生与厚之苦心亦未易见也。”钱大昕亦谓其“辨正皆确乎不可易”，“其有功于《通鉴》者，胡身之而后，仅见此书。”但是，严衍补文偏滥，补文章，补贤媛，补艺术，導致内容庞杂，清人王应奎讥其为“涨膀通鉴”。
此書早期只有抄本流传。嘉庆二年（1815年），张敦仁自阮元處抄錄一部，道光四年“补正《通鉴》正文者汇而录之”，有《严永思先生通鉴补正略》發刊。咸丰元年（1851年），由江夏童和豫排印全本《资治通鉴补》百余部。光绪二年（1876年）常州盛康再以“童和豫本”為基礎再次勘订印行。